# Platynereis dumerilii
Platynereis dumerilii é uma espécie de verme poliqueta anelídeo. Foi originalmente colocado no gênero Nereis e posteriormente reatribuído ao gênero Platynereis. Platynereis dumerilii vive em águas marinhas costeiras de zonas temperadas a tropicais. Encontra-se numa amplamente distribuído desde os Açores, no Mediterrâneo, no Mar do Norte, no Canal da Mancha e no Atlântico até ao Cabo da Boa Esperança, no Mar Negro, no Mar Vermelho, no Golfo Pérsico, no Mar do Japão, Pacífico e Ilhas Kerguelen. Platynereis dumerilii é hoje um importante animal de laboratório,  é considerado um fóssil vivo e é usado em muitos estudos |filogenéticos como organismo-modelo.